# Bahrám Čóvén

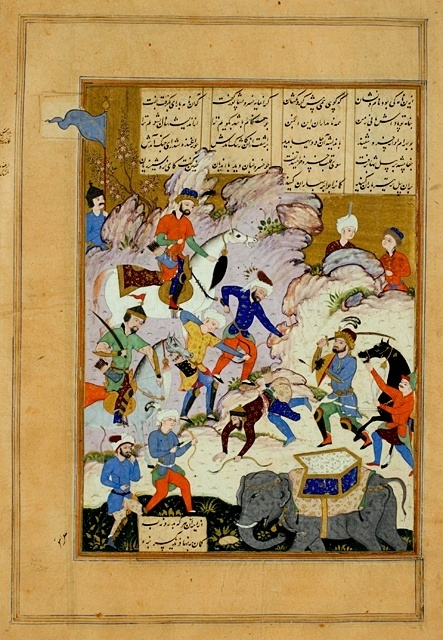
Boj Bahráma Čóvéna s Husravem II., perská iluminace ze safíovské doby

Bahrám Čóvén (v pahlavském písmu  Varhrán Čóvén; novopersky بهرام چوبین Bahrám-e Čúbín ? – 592) byl perský vojevůdce a dvořan, jemuž se na krátkou dobu (590–591) podařilo uchvátit vládu v perské říši. Své přízvisko Čóvén (Dřevěný) získal patrně pro svou vysokou hubenou postavu, tolik odlišnou od vzezření většiny obyvatel Íránu i Mezopotámie, která současníkům připomínala dřevěnou pálku na pólo.

## Původ a vojenská dráha
Bahrám byl synem Bahráma Gušnaspa z arsakovské rodiny Mihránů, která zaujímala v říši již řadu let význačné postavení, a původně působil v králově tělesné stráži.
První válečné ostruhy si vysloužil počátkem sedmdesátých let 6. století, kdy se zúčastnil obléhání města Dára na byzantsko-perském pomezí. Jeho schopností si brzy povšiml král Husrav I. (531–579) a využil je při svých výpravách do Arménie během války s Byzancí. Bahrámova hvězda rychle stoupala i za vlády Husravova syna Hormizda IV., kdy se mu dostalo nejvyšších vojenských poct.

## Vítězství nad Turky
Roku 588 napadl říši na východě turecký král Šáva, čímž nadešla Bahrámova slavná chvíle. Král mu totiž svěřil vrchní velení nad sedmdesátitisícovým perským kontingentem, který měl útočníky zastavit a vyhnat z perského území. Poté, co byly podniknuty všechny nezbytné přípravy na válku, vytáhl Bahrám s vojskem do západních krajů dnešního Afghánistánu a roku 589 připravil Turkům zdrcující porážku v oblasti dnešního Herátu. Sám král Šáva v bitvě padl, kořist prý Peršané odváželi na dvě stě padesáti tisících (!) velbloudech. I když jsou tato čísla jistě nadsazená, „skvělé“ vítězství potvrzují i byzantští kronikáři, kteří svým odvěkým protivníkům na Východě nebyli nijak nakloněni.
Svůj triumf Bahrám zpečetil vítězstvím nad Šávovým synem Parmúdou, jehož spolu s bohatou kořistí poslal zajatého na Hormizdův dvůr. Král pak ještě téhož roku odvelel úspěšného vojevůdce na západní „frontu“, kde už téměř dvacet let probíhala drobná válka s Byzancí, tu a tam přerušovaná příměřími. Poté, co zde Bahrám utrpěl poměrně nevýznamnou porážku od byzantského velitele Romana, využil Hormizd IV. příhodné chvíle a příliš mocného velitele zbavil všech funkcí. Má-li pravdu kronikář Theofylaktos Simokattes, snad mu dokonce poslal na potupu ženské šaty. Bahrám v reakci na to začal připravovat Hormizdův pád.

## Perským králem

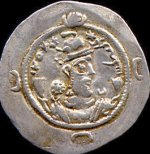
Mince Bahráma Čóvéna

Na přelomu let 589/590 zahájil Bahrám revoltu proti králi. Většina vojska stála na jeho straně, a tak si mohl dovolit prohlásit krále za sesazeného a zahájit pochod na Ktésifón. Tam pod dojmem událostí došlo 6. února 590 k převratu, který vynesl na trůn prince Husrava, patrně nejschopnějšího člena vládnoucího rodu; samotného krále dali dva jeho švagrové, Vistám a Vindóé, oslepit a uvrhnout do vězení.
Bahrám se ovšem s novým pořádkem nehodlal smířit, odmítl nabízené „druhé místo“ v říši hned za panovníkem a rozprášil Husravovy narychlo sehnané jednotky, složené převážně z palácového služebnictva a městské chudiny. Dne 28. února 590 nezbylo Husravovi (II.) nic jiného než uprchnout k úhlavnímu nepříteli Persie, byzantskému císaři. Předtím však ještě Vistám a Vindóé uškrtili Hormizda IV., aby ho Bahrám znovu nedosadil na trůn.
V březnu 590 tak ovládl novoperskou říši poprvé od jejího vzniku příslušník jiného rodu než sásánovského – Bahrám VI. Čóvén, slavnostně prohlášený za krále v Ktésifóntu. Ale situace nebyla pro korunovaného uchvatitele trůnu příznivá. Byzantský císař Maurikios totiž převrat v Persii neuznal a přislíbil plnou podporu Husravovi II., včetně poskytnutí vojska. Marně mu Bahrám nabízel územní kompenzace, císař již uzavřel příslušné dohody s Husravem. Ani vnitropoliticky to nevypadalo příliš nadějně, neboť Bahrámovi odepírali poslušnost mágové a objevilo se několik spiknutí proti jeho osobě. Nový král musel vládnout s mimořádnou přísností, aby se udržel u moci – to jen rozšiřovalo okruh jeho odpůrců.

## Porážka a smrt
Když na jaře 591 zahájil Husrav II. za pomoci šedesátitisícového byzantského vojska tažení do perské říše, ocitl se Bahrám VI. od počátku v defenzivním postavení. Některé jeho jednotky přešly k nepříteli, město Seleukie nad Tigridem se útočníkům vzdalo bez boje. Sám Bahrám utrpěl za Tigridem těžkou porážku a musel ustoupit ke Ganzaku v perském Ázerbájdžánu; tam ho Husravovy jednotky na podzim definitivně udolaly.
Husrav a Bahrám si nyní vyměnili role – z vyhnance se stal král a z krále vyhnanec. Jen místo exilu bylo jiné. Bahrám totiž uprchl k Turkům, jimž před pouhými dvěma lety připravil zdrcující porážku při obraně perských hranic. Turecký král mu sice zaručil osobní bezpečnost, jeho žena se však nechala podplatit perskými agenty a roku 592 poslala na Bahráma najaté vrahy. Tak skončil život jednoho z nejnadanějších perských vojevůdců, muže „obdivuhodné postavy a charakteru“, jehož ve své Knize králů (Šáhnáme) oslavil středověký perský epik Firdausí (cca 940–1020).